# Rémi Gounelle
Pour les articles homonymes, voir Gounelle.
Rémi Gounelle, né le 5 janvier 1967 à Dreux, est un théologien protestant français, professeur d'histoire du christianisme ancien à la Faculté de théologie protestante de Strasbourg et doyen de la même faculté de 2011 à 2021. Il est le directeur scientifique des Presses universitaires de Strasbourg depuis le 1er janvier 2024.

## Biographie
Rémi Gounelle est titulaire d'un doctorat de l'École pratique des hautes études, section des Sciences religieuses, et d'un doctorat en théologie de l'Université de Lausanne. Il est lauréat du prix Paul Chapuis-Secrétan, avec la mention "Lauréat de l'Université" ('Université de Lausanne). Il est le neveu d'André Gounelle, théologien protestant et professeur émérite à la Faculté de théologie protestante de Montpellier. Il est aussi apparenté au pasteur Élie Gounelle et au résistant Michel Hollard.
Rémi Gounelle est titulaire d'une habilitation à diriger des recherches. En 2003-2004, il est chargé d'enseignement au sein de la Faculté de théologie de l'Université de Neuchâtel et collaborateur scientifique de l'Institut romand des sciences bibliques.
Il est le doyen de la faculté de théologie protestante de l’université de Strasbourg de 2011 à 2021 et directeur scientifique des Presses universitaires de Strasbourg depuis le 1er janvier 2024;

## Thèmes de recherche
Les recherches de Rémi Gounelle portent notamment sur les Actes de Pilate et le "cycle de Pilate", les récits latins de la descente du Christ aux enfers, la formation des Écritures canoniques et le statut des apocryphes, ainsi que sur les homélies d'Eusèbe d'Alexandrie et sur la littérature syro-palestinienne des IVe – Ve siècles, entre autres Cyrille de Jérusalem et Eusèbe d'Émèse.

## Publications

### Ouvrages
- L'Évangile de Nicodème ou les Actes faits sous Ponce Pilate (recension latine A), suivi de La Lettre de Pilate à l'empereur Claude. Introduction et notes par Rémi Gounelle et Zbigniew Izydorczyk. Traduction par R. Gounelle à partir d'un texte mis au point par Z. Izydorczyk, Turnhout, Brepols (Apocryphes, 9), 1997
- La Descente du Christ aux enfers. Institutionnalisation d'une croyance, Paris, Institut d'études augustiniennes (Collection des Études augustiniennes, Série Antiquité, 162), 2000
- Les Recensions byzantines de l'Évangile de Nicodème, Turnhout - Prahins, Brepols - éditions du Zèbre (Corpus Christianorum, Series Apocryphorum, Instrumenta, 3 ; Instruments pour l'étude des langues de l'Orient ancien, 7), 2008

### Direction d'ouvrages
- La Descente du Christ aux enfers, Paris, éditions du Cerf (Cahiers Évangile, Supplément 128), 2004
- (Avec A. Frey) : Poussières de christianisme et de judaïsme antiques. Études réunies en l'honneur de Jean-Daniel Kaestli et Éric Junod, Prahins (CH), Éditions du Zèbre (Publications de l'Institut romand des sciences bibliques), 2007
- (Avec A. Noblesse-Rocher) : Le Décalogue, Paris, éditions du Cerf (Cahiers Évangile, Supplément 144), 2008
- (Avec J.-M. Prieur) : Le Décalogue au miroir des Pères, Strasbourg, Université Marc-Bloch (Cahiers de Biblia Patristica, 9), 2008
- Lire dans le texte les apocryphes chrétiens, Paris, éditions du Cerf (Cahiers Évangile, Supplément 148), 2009
- (Avec J. Joosten) : La Bible juive dans l’Antiquité, Prahins (CH), éditions du Zèbre (Histoire du texte biblique, 9), 2014
- (Avec B. Mounier) : La Littérature apocryphe chrétienne et les Écritures juives, Prahins (CH), éditions du Zèbre (Publications de l’Institut romand des sciences bibliques, 7), 2015

### Ouvrages collectifs
- Christologie entre dogmes, doutes et remises en question, éd. Van Dieren
- Marc Boss et Raphaël Picon (dir.), Penser le Dieu vivant, Mélanges offerts à André Gounelle, éd. Van Dieren, 2003  (ISBN 2-911087-39-9)